# Piazza del Duomo (Treviso)
Piazza del Duomo è una piazza di Treviso caratterizzata da una forma piuttosto asimmetrica e allungata, che costituisce il cuore del potere religioso, in antitesi a piazza dei Signori sede del potere politico.

## Edifici
Su piazza del Duomo si affacciano diverse importanti architetture religiose della città:
- il duomo di Treviso;
- la chiesa di San Giovanni Battista, oggi utilizzata come battistero;
- l'episcopio;
- in una rientranza tra il duomo e il battistero, addossata a quest'ultimo, la Scuola del Santissimo Sacramento.

Di fronte al duomo si trova oggi l'ex tribunale, fino agli anni duemila sede di vari uffici comunali. In precedenza sorse qui il palazzo di Ezzelino III da Romano dato alle fiamme dai trevigiani nel 1260 e il fondaco delle Biade, poi trasformato in deposito di legna, da cui derivano gli antichi nomi di piazza delle Biade e quindi delle Legne.
La maggior parte delle antiche abitazioni che si affacciavano sulla piazza sono oggi scomparse: in parte furono demolite nel 1935, nel corso dei lavori di restauro della chiesa di San Giovanni Battista; il bombardamento anglo-statunitense del 1944, oltre a danneggiare gravemente l'ala nord-ovest del vescovado, distrusse casa Barisan, la cosiddetta "casa Rossa" affrescata da Giovanni Matteo da Treviso nel 1503. Rimane oggi la quattrocentesca Casa Dal Corno (civici 6-8).